# Mateu Bruguera i Lladó

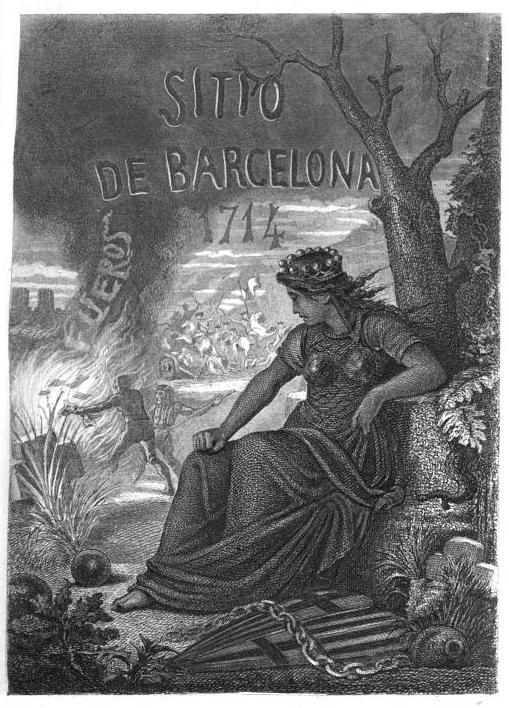
Portada de l'edició en dos volúms de Historia del memorable sitio y bloqueo de Barcelona y heroica defensa de los fueros y privilegios de Cataluña en 1713-1714 del canonge carlí Mateu Bruguera.

Mateu Bruguera i Lladó (Mataró, 1818 - Barcelona, 28 de novembre de 1882) fou un historiador i eclesiàstic català vinculat al carlisme.

## Biografia
Va néixer a Mataró, fill de Jaume Bruguera i de Teresa Lladó. Fou rector de la parròquia de Sant Miquel de la Barceloneta i membre de la Reial Acadèmia de les Bones Lletres de Barcelona a la que ingressà el 1867. Entre les seves obres destaquen Cronicón de Barcelona. Historia de la invicta y memorable bandera de Santa Eulalia (1861), Historia general de la religiosa y militar orden de los caballeros del Temple (1882). La seva obra més important va ser la dedicada al setge de Barcelona (1713-1714), publicada durant l'ofensiva carlista contra el Sexenni revolucionari (1868-1874).
El 1870 Narcís Blanch va publicar el seu llibre Fueros de Cataluña, seguida pel canonge Mateu Bruguera amb Historia del memorable sitio y bloqueo de Barcelona y heroica defensa de los fueros y privilegios de Cataluña en 1713-1714. Aquesta obra va ser publicada en fascicles durant 1871 i 1872, posteriorment editada en dos volums, i en la que va usar per primera vegada el manuscrit inèdit de l'austriacista Francesc de Castellví i Obando; poc després, el mateix 1872, es va publicar a Barcelona un pamflet anònim anomenat Els catalans i sos furs. Llibret dictat per un fill de la terra, tot ell escrit en català, en un to agressiu que conté una apologia de la llengua catalana, radicals mostres d'odi contra Castella com opressora i espoliadora de Catalunya, un cant a les glòries catalanes medievals, i una reivindicació de les llibertats perdudes davant els francesos, l'orgull dels catalans per ser espanyols, i un militant catolicisme. Pel mateix temps es publicava a Girona el diari que defensava aquestes opinions anomenat El Rayo (1871-1872). Finalment, a l'abril de 1872, el pretendent carlí Carles VII va cridar a la revolta publicant un manifest en el qual es comprometia a restablir els furs catalans i esclatava la tercera carlinada. Va ser jutjat per rebel·lió el juny de 1872.
Per contra, al febrer de 1873 es proclamà la Primera República Espanyola, mentre els carlins catalans proclamaven el 1874 la restauració unilateral de la Generalitat de Catalunya, abolida per Felip V el 1716 amb els Decrets de Nova Planta.
Va morir al seu domicili de Barcelona del carrer Governador el 28 de novembre de 1882.

## Obres
- Cronicón de Barcelona. Historia de la invicta y memorable bandera de Santa Eulalia (1861)
- Historia del memorable sitio y bloqueo de Barcelona y heroica defensa de los fueros y privilegios de Cataluña en 1713-1714 (1871-1872)
- Historia general de la religiosa y militar orden de los caballeros del Temple (1882)